# Anaphyllopsis
Anaphyllopsis är ett släkte av kallaväxter. Anaphyllopsis ingår i familjen kallaväxter.
Kladogram enligt Catalogue of Life:
| Anaphyllopsis | \| \| Anaphyllopsis americana \| \| \| \| \| \| Anaphyllopsis cururuana \| \| \| \| \| \| Anaphyllopsis pinnata \| \| \| \| |
|               | \| \| Anaphyllopsis americana \| \| \| \| \| \| Anaphyllopsis cururuana \| \| \| \| \| \| Anaphyllopsis pinnata \| \| \| \| |
|               | Anaphyllopsis americana |
|               | |
|               | Anaphyllopsis cururuana |
|               | |
|               | Anaphyllopsis pinnata |
|               | |